# Cauchy-hoofdwaarde
In de analyse, een deelgebied van de wiskunde, is de Cauchy-hoofdwaarde een getal dat als waarde wordt toegekend aan een divergente integraal als divergente delen van de integraal met verschillend teken zich wederzijds opheffen. Het gaat daarbij om oneigenlijke integralen met een singulariteit in de integrand of met de grenzen {\displaystyle \pm \infty }.

## Voorbeelden
Voorbeeld 1
Van de oneigenlijke integraal {\displaystyle \int _{-1}^{1}{\frac {1}{x}}\,{\rm {d}}x} heeft de integrand een singulariteit in het punt {\displaystyle x=0}. De integraal bestaat niet, aangezien
{\displaystyle \int _{-1}^{0}{\frac {1}{x}}\,{\rm {d}}x=\lim _{\varepsilon \uparrow 0}\int _{-1}^{\varepsilon }{\frac {1}{x}}\,{\rm {d}}x=-\lim _{\varepsilon \uparrow 0}\ln(|\varepsilon |)=-\infty }
en
{\displaystyle \int _{0}^{1}{\frac {1}{x}}\,{\rm {d}}x=\lim _{\varepsilon \downarrow 0}\int _{\varepsilon }^{1}{\frac {1}{x}}\,{\rm {d}}x=\lim _{\varepsilon \downarrow 0}\ln(|\varepsilon |)=\infty }
De beide delen {\displaystyle \int _{-1}^{\varepsilon }{\frac {1}{x}}\,{\rm {d}}x=-\ln(|\varepsilon |)} en {\displaystyle \int _{\varepsilon }^{1}{\frac {1}{x}}\,{\rm {d}}x=\ln(|\varepsilon |)} zijn echter van tegengesteld teken en heffen elkaar op, zodat de Cauchy-hoofdwaarde gedefinieerd is:
{\displaystyle \mathrm {CH} \int _{-1}^{1}{\frac {1}{x}}\,{\rm {d}}x=\lim _{\epsilon \downarrow 0}\left(\int _{-1}^{0-\epsilon }{\frac {1}{x}}\,{\rm {d}}x+\int _{0+\epsilon }^{1}{\frac {1}{x}}\,{\rm {d}}x\right)=\lim _{\epsilon \downarrow 0}(\ln(|\epsilon |)-\ln(|\epsilon |))=0}
Voorbeeld 2
De oneigenlijke integraal
{\displaystyle \int _{-\infty }^{\infty }{\frac {2x}{x^{2}+1}}{\rm {d}}x}
bestaat niet, want
{\displaystyle \lim _{A\to \infty }\int _{0}^{A}{\frac {2x}{x^{2}+1}}{\rm {d}}x=\lim _{A\to \infty }\int _{0}^{A}{\frac {1}{x^{2}+1}}{\rm {d}}x^{2}=\int _{0}^{A^{2}}{\frac {1}{z+1}}{\rm {d}}z=\lim _{A\to \infty }\log(A^{2}+1)=\infty }
en
{\displaystyle \lim _{A\to \infty }\int _{-A}^{0}{\frac {2x}{x^{2}+1}}{\rm {d}}x=-\lim _{A\to \infty }\int _{0}^{A}{\frac {2x}{x^{2}+1}}{\rm {d}}x=-\lim _{A\to \infty }\log(A^{2}+1)=-\infty }.
Omdat
{\displaystyle \int _{0}^{A}{\frac {2x}{x^{2}+1}}{\rm {d}}x=\log(A^{2}+1)=-\int _{-A}^{0}{\frac {2x}{x^{2}+1}}{\rm {d}}x},
heffen de twee delen elkaar op en is de Cauchy-hoofdwaarde gelijk aan: 
{\displaystyle \mathrm {CH} \int _{-\infty }^{\infty }{\frac {2x}{x^{2}+1}}{\rm {d}}x=0}
De Cauchy-hoofdwaarde kent op deze manier een zinvolle waarde toe aan een integraal die oneigenlijk noch als Riemannintegraal, noch als Lebesgue-integraal bestaat.

## Definitie
Er worden twee gevallen onderscheiden
Geval 1
Stel dat {\displaystyle -\infty \leq a<c<b\leq \infty }  en de functie {\displaystyle f:(a,c)\cup (c,b)\to \mathbb {R} } Riemann-integreerbaar is. Als de limiet
{\displaystyle \lim _{\varepsilon \downarrow 0}\left(\int _{a}^{c-\varepsilon }f(x)\,{\rm {d}}x+\int _{c+\varepsilon }^{b}f(x)\,{\rm {d}}x\right)}
bestaat, noemt men deze limiet de Cauchy-hoofdwaarde van de integraal en schrijft daarvoor:
{\displaystyle \mathrm {CH} \int _{a}^{b}f(x)\,{\rm {d}}x}
Geval 2
Als {\displaystyle f:\mathbb {R} \to \mathbb {R} } continu is, en de limiet 
{\displaystyle \lim _{A\rightarrow \infty }\int _{-A}^{A}f(x)\,{\rm {d}}x}
bestaat, noemt men deze limiet de Cauchy-hoofdwaarde en schrijft daarvoor:
{\displaystyle \mathrm {CH} \int _{-\infty }^{\infty }f(x)\,{\rm {d}}x}